# Euselasia cheles
Euselasia cheles är en fjärilsart som beskrevs av Frederick DuCane Godman och Osbert Salvin 1889. Euselasia cheles ingår i släktet Euselasia och familjen Riodinidae. Inga underarter finns listade i Catalogue of Life.